# Odontosyllis atypica
Odontosyllis atypica är en ringmaskart som beskrevs av Chamberlin 1919. Odontosyllis atypica ingår i släktet Odontosyllis och familjen Syllidae. Inga underarter finns listade i Catalogue of Life.